# Shapiro-Verzögerung
Die Shapiro-Verzögerung, benannt nach Irwin I. Shapiro, beschreibt den Einfluss großer Massen, wie beispielsweise die Masse der Sonne auf die Ausbreitung von Radar- und damit auch Lichtsignalen. Es handelt sich im Wesentlichen um eine Laufzeitverzögerung. Diese wurde von Shapiro im Jahr 1964 theoretisch vorhergesagt und erstmals 1968 und 1971 nachgewiesen. 
Die Shapiro-Verzögerung ist auch vergleichbar mit dem Gravitationslinseneffekt, bei dem Licht durch Gravitation in seiner Bahn abgelenkt wird. Gemäß allgemeiner Relativitätstheorie liegt die Ursache der Shapiro-Verzögerung, wie auch des Gravitationslinseneffektes, in der Masse z. B. der Sonne, welche einen entsprechenden Einfluss auf die umgebende Struktur der Raumzeit ausübt.

## Status durchgeführter Experimente
In der Originalarbeit von Shapiro werden Radarsignale betrachtet, welche von der Erde in Richtung Venus oder Merkur geschickt werden. Anhand des Nachweises der Reflexion des Signals an den Planeten kann die Laufzeit des Signals mit erhöhter Präzision gemessen werden. Da ursprünglich der Einfluss des Gravitationsfeldes der Sonne auf die Laufzeit des Radarsignals nachgewiesen werden sollte, wurde das Radarsignal möglichst nahe an der Sonne vorbei gesendet und die Laufzeit gemessen. Der kleine Unterschied im Vergleich zu dem berechneten Wert bei Abwesenheit des Gravitationsfelds der Sonne wird als Shapiro-Verzögerung bezeichnet. Die Messung des Laufzeitunterschiedes der Radarsignale gehört zu den Tests der allgemeinen Relativitätstheorie.
Im ersten durchgeführten Experiment wurde die Zeitverschiebung mit Hilfe von Radarsignalen gemessen, die an der Venus reflektiert wurden. Bei der ersten Messung befand sich die Venus dabei von der Erde aus gesehen eng neben der Sonne, so dass die Radarwellen sehr nahe den Sonnenrand passieren mussten. Die Messunsicherheit belief sich dabei anfangs noch auf mehrere Prozent. Bei wiederholten Messungen und später auch durch Messungen mit Hilfe von Raumsonden (Mariner, Viking) anstelle der Venus konnte die Messgenauigkeit auf 0,1 % gesteigert werden.
Die bisher genaueste Messung des Effekts gelang 2002 bei der Konjunktion der Raumsonde Cassini mit der Sonne. Frequenzmessungen im Ka-Band ermöglichten die Bestimmung der Shapiro-Verzögerung mit einer Genauigkeit von 0,001 %.

## Mathematische Beschreibung

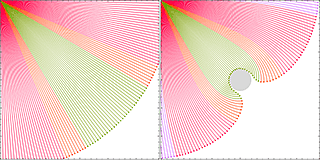
Links: Strahlenbündel in flacher Raumzeit, rechts: shapiroverzögerte und abgelenkte Strahlen in der Gegenwart einer Masse (Klick startet Animation)

Das Gravitationsfeld der Erde und auch das der Sonne kann zur Berechnung der Shapiro-Verzögerung mit sehr guter Genauigkeit durch die Schwarzschildlösung in Kugelkoordinaten beschrieben werden.
{\displaystyle \mathrm {d} s^{2}=f(r)c^{2}\mathrm {d} t^{2}-f(r)^{-1}\mathrm {d} r^{2}-r^{2}\mathrm {d} \Omega ^{2}}
mit {\displaystyle f(r)=1-{\frac {r_{s}}{r}}} und dem Schwarzschildradius {\displaystyle r_{s}={\frac {2GM}{c^{2}}}} sowie
- G der newtonschen Gravitationskonstante,
- M der Masse der Sonne,
- c der Lichtgeschwindigkeit.

Für die Betrachtung der Zwei-Wege-Radarlaufzeit zwischen Planet A (Erde) zu B (z. B. Venus oder Merkur) und wieder zurück zu A wird der Weg in vier Teilabschnitte zerlegt. Da die Messung des Effektes sensitiv für starke Gravitation ist, führt der gewählte Lichtweg möglichst nahe an der Zentralmasse M (der Sonne) vorbei. Man bezeichnet im Folgenden die Radialkoordinate eines Ausgangs- bzw. Zielpunktes A bzw. B mit {\displaystyle r} und die des sonnennächsten Punktes mit {\displaystyle r_{0}}. Die Berechnung der Lichtlaufzeit für eines der vier Wegstücke erfolgt in Schwarzschildkoordinaten. Für Lichtstrahlen und Radarsignale gilt {\displaystyle \mathrm {d} s^{2}=0}. Das Integral für die Lichtlaufzeit, ausgedrückt in der Schwarzschild-Koordinatenzeit lautet:
{\displaystyle t(r,r_{0})=\int _{r_{0}}^{r}\mathrm {d} r\left({\frac {\mathrm {d} r}{\mathrm {d} t}}\right)^{-1}}.
Die Koordinatengeschwindigkeit
{\displaystyle {\frac {\mathrm {d} r}{\mathrm {d} t}}=c\left(1-{\frac {r_{s}}{r}}\right){\sqrt {1-{\frac {r_{0}^{2}}{r^{2}}}{\frac {1-r_{s}/r}{1-r_{s}/r_{0}}}}}}
folgt dabei aus der Geodätengleichung für masselose Teilchen in Schwarzschildkoordinaten. 
Zusammen mit der Bedingung für den Winkel in der Ebene der Ausbreitung des Radarsignals:
{\displaystyle |\phi _{A}-\phi _{b}|>\pi /2}
erhält man mittels Taylor-Entwicklung unter Verwendung von {\displaystyle r_{0}/r\leq 1} und {\displaystyle r_{s}/r_{0}\ll 1}:
{\displaystyle c\cdot t(r,r_{0})={\sqrt {r^{2}-r_{0}^{2}}}+2GM\ln \left({\frac {r+{\sqrt {r^{2}-r_{0}^{2}}}}{r_{0}}}\right)+GM{\sqrt {\frac {r-r_{0}}{r+r_{0}}}}}
Der erste Term entspricht dem nullten Term der Taylor-Reihe und somit der Lichtlaufzeit entlang einer gedachten Geraden bei Abwesenheit der Zentralmasse. Der zweite und dritte Term führen auf eine Verlängerung der Lichtlaufzeit; dies zusammen ist die sogenannte Shapiro-Verzögerung. Für die Gesamtlaufzeit von A nach B und zurück zu A folgt zuletzt:
{\displaystyle t_{A\rightarrow B\rightarrow A}=2\cdot [t(r_{A},r_{0})+t(r_{B},r_{0})]}.

## Ähnlichkeit mit optischer Lichtbrechung
Für die Shapiro-Verzögerung im Gravitationsfeld bestehen einige formale Ähnlichkeiten zum Effekt der Lichtbrechung in anisotropen Medien. 
Bereits Shapiro hat mehrfach darauf hingewiesen, Licht werde im Gravitationsfeld langsamer: ... it seems safe to conclude that the sun's gravity does slow the speed of propagation of light by about the amount predicted by Einsteins theory. Um Missverständnissen vorzubeugen, sollte dies dahingehend präzisiert werden, dass lediglich ein weit entfernter Beobachter dem Licht nahe am Gravitationszentrum eine gegenüber der Lichtgeschwindigkeit reduzierte Koordinatengeschwindigkeit zuschreibt. 
Ausgehend vom Linienelement der Schwarzschild-Metrik definiert man entlang der lichtartigen Geodäte des Radarsignals das raumartige Längenelement 
{\displaystyle \mathrm {d} l^{2}=\mathrm {d} r^{2}+f(r)\,r^{2}\,\mathrm {d} \Omega ^{2}}
Wegen {\displaystyle \mathrm {d} s^{2}=0} gilt
{\displaystyle \mathrm {d} t={\frac {\mathrm {d} l}{c\cdot f(r)}}=:{\frac {\mathrm {d} l}{v_{\infty }(r)}}}.
{\displaystyle v_{\infty }(r)<c} ist die Koordinatengeschwindigkeit, die ein hypothetischer, im Unendlichen ruhender Beobachter dem Signal bei {\displaystyle r} zuschreibt. Für einen Beobachter am Ort des Signals selbst gilt wie erwartet {\displaystyle v_{r}(r)=c}. 
Die oben berechnete Lichtlaufzeit lässt sich nun ausdrücken als Integral über den Lichtweg
{\displaystyle t(r,r_{0})=\int _{l_{0}}^{l}{\frac {\mathrm {d} l}{v_{\infty }(l)}}\simeq {\frac {1}{c}}\int _{l_{0}}^{l}\mathrm {d} l\left(1+{\frac {r_{s}}{r(l)}}\right)}.
wobei die letzte Näherung der oben genannten Taylor-Entwicklung in {\displaystyle r_{s}/r\ll 1} entspricht. Der erste Term im Integral führt wieder auf die Lichtlaufzeit bei Abwesenheit der Zentralmasse, der zweite Term auf die Shapiro-Verzögerung. Das Integral entspricht formal der optischen Weglänge in einem Medium mit ortsabhängigem jedoch lokal isotropen Brechungsindex. Bei parallel betrachteten Geodäten gilt  
{\displaystyle n_{\infty }(r)={\frac {c}{v_{\infty }(r)}}\simeq 1+{\frac {r_{s}}{r}}>1}.

## Richtungsabhängigkeit der Koordinatengeschwindigkeit
Für lichtartige Geodäten ergeben sich direkt aus dem Linienelement die folgenden zwei Spezialfälle:
{\displaystyle v_{\infty ,{\text{rad}}}=\left.{\frac {\mathrm {d} r}{\mathrm {d} t}}\right|_{\mathrm {d} \Omega =0}=c\cdot f(r)<c}
{\displaystyle v_{\infty ,{\text{tan}}}=\left.{\frac {r\mathrm {d} \phi }{\mathrm {d} t}}\right|_{\mathrm {d} r=0}=c\cdot {\sqrt {f(r)}}<c}